# Gijón Mariners 2016
Questa voce raccoglie le informazioni riguardanti i Gijón Mariners nelle competizioni ufficiali della stagione 2016.

## Maschile

### LNFA Serie B 2016

#### Stagione regolare
Incontri non ordinati cronologicamente.

| 2016 | Gijón Mariners | 14 – 12 | Granada Lions |  |

| 2016 | Granada Lions | 7 – 10 | Gijón Mariners |  |

| 2016 | Mallorca Voltors | 20 – 14 | Gijón Mariners |  |

| 2016 | Gijón Mariners | 14 – 11 | Mallorca Voltors |  |

| 2016 | Murcia Cobras | 30 – 0 | Gijón Mariners |  |

| 2016 | Gijón Mariners | 14 – 15 | Murcia Cobras |  |

#### Playoff
| Gijón 7 maggio 2016 | Gijón Mariners | 7 – 0 | Mallorca Voltors |  |

| Murcia 21 maggio 2016 | Murcia Cobras | 27 – 7 | Gijón Mariners |  |

### Statistiche di squadra
| Competizione      | %Vittorie | In casa | In casa | In casa | In casa | In casa | In casa | In trasferta | In trasferta | In trasferta | In trasferta | In trasferta | In trasferta | Totale | Totale | Totale | Totale | Totale | Totale |
| Competizione      | %Vittorie | G       | V       | N       | P       | Pf      | Ps      | G            | V            | N            | P            | Pf           | Ps           | G      | V      | N      | P      | Pf     | Ps     |
| ----------------- | --------- | ------- | ------- | ------- | ------- | ------- | ------- | ------------ | ------------ | ------------ | ------------ | ------------ | ------------ | ------ | ------ | ------ | ------ | ------ | ------ |
| Stagione regolare | .500      | 3       | 2       | 0       | 1       | 42      | 38      | 3            | 1            | 0            | 2            | 24           | 57           | 1      | 3      | 0      | 3      | 66     | 95     |
| Playoff           | .500      | 1       | 1       | 0       | 0       | 7       | 0       | 1            | 0            | 0            | 1            | 7            | 27           | 2      | 1      | 0      | 1      | 14     | 27     |
| Totale            | .500      | 4       | 3       | 0       | 1       | 49      | 38      | 4            | 1            | 0            | 3            | 31           | 84           | 8      | 4      | 0      | 4      | 80     | 122    |

## Femminile

### Liga Norte Femenina 2016

#### Stagione regolare
| Gijón 2 aprile 2016, ore 17:30 | Gijón Mariners | 26 – 12 referto | Cantabria Bisons | C.D. Las Mestas |

| Santander 30 aprile 2016, ore 12:00 | Cantabria Bisons | 12 – 39 referto | Gijón Mariners | IMD Ruth Beitia |

### Statistiche di squadra
| Competizione      | %Vittorie | In casa | In casa | In casa | In casa | In casa | In casa | In trasferta | In trasferta | In trasferta | In trasferta | In trasferta | In trasferta | Totale | Totale | Totale | Totale | Totale | Totale |
| Competizione      | %Vittorie | G       | V       | N       | P       | Pf      | Ps      | G            | V            | N            | P            | Pf           | Ps           | G      | V      | N      | P      | Pf     | Ps     |
| ----------------- | --------- | ------- | ------- | ------- | ------- | ------- | ------- | ------------ | ------------ | ------------ | ------------ | ------------ | ------------ | ------ | ------ | ------ | ------ | ------ | ------ |
| Stagione regolare | 1.000     | 1       | 1       | 0       | 0       | 26      | 12      | 1            | 1            | 0            | 0            | 39           | 12           | 2      | 2      | 0      | 0      | 65     | 24     |
| Totale            | 1.000     | 1       | 1       | 0       | 0       | 26      | 12      | 1            | 1            | 0            | 0            | 39           | 12           | 2      | 2      | 0      | 0      | 65     | 24     |